# Porcellionides simrothi
Porcellionides simrothi là một loài chân đều trong họ Porcellionidae. Loài này được Verhoeff miêu tả khoa học năm 1918.